# 返校
《返校Detention》是一款2017年由臺灣赤燭遊戲發行的恐怖冒险游戏，由姚舜庭於2014年開始獨立製作。姚舜庭原本受到英國小說作家乔治·奥威尔（George Orwell）的影響想製作出一部反乌托邦題材的臺灣版《一九八四》作品，並製作出第一款名為《魔都》的恐怖遊戲原型；他於後期将《魔都》重新製作成第二款遊戲《返校》，並在2015年與其他五人創立赤燭工作室後共同開發。
劇情講述位在山區一座名為翠華中學的高中校園裡，高中生魏仲廷、方芮欣因故被困在學校中，兩人要想辦法逃出學校，但是卻發現學校的各種事物與場景，都有著不為人知、深埋已久的背景故事。

## 遊戲玩法
遊戲畫面採用2D橫向捲軸進行左右移動，在部分場景中僅提供有限的視角，除了主角周圍，場景中的其他地區皆看不到。玩家需要使用滑鼠點擊的方式在校園中進行探索，當場景中出現可調查之物件時，游標會變成眼睛等圖示，玩家可透過調查後取得的相關線索進行解謎，畫面下方為道具欄，玩家在遊戲中取得的道具會收納於其中，並在需要時按住滑鼠左鍵拖曳至場景中使用，同時還需要按右鍵屏住氣息躲過魑魅魍魎和鬼差的攻擊，尋找道具想辦法解除機關，找出過去被隱藏的真相。

## 劇情概述

### 背景
背景設定在1960年代戒嚴時期偏遠山區的高中校园翠華中學，採用大量的臺灣文化與情境，以及臺灣民間信仰，如城隍庙、城隍爺、黑白無常、魑魅魍魎，民俗的腳尾飯、擲筊、神龕、符咒、十八仔，白色恐怖時期的匪諜、抓耙仔、黑名單等元素。遊戲製作者姚舜庭表示：「遊戲的背景雖然是設定在戒嚴時代，但是並沒有強調故事發生的地點就是在臺灣，更沒有明確寫出時間點，主要是凸顯這是在任何有政治壓迫的時代，都有可能發生的故事。」

### 故事情節
颱風來臨前的翠華中學裡，少年魏仲廷在課堂上睡過了頭，醒來後發現教室裡空無一人。他在學校禮堂發現了主角方芮欣，兩人決定打電話向外求救；之後魏仲廷卻突然吊死在天花板上，於是玩家操控方芮欣四處探索，並引導出隱藏在方芮欣背後的故事。
故事發生在一所處於戒嚴時期的翠華中學，主角方芮欣是就讀高中三年級的女學生，容貌清秀、成績優異，更出身公務員家庭。但由於父親的婚外情和家庭暴力，導致雙親的婚姻破碎，方芮欣的心情也大受影響，在學校情緒不穩、成績也日漸敗退，因此受到輔導室老師張明暉的關注。青年才俊的張明暉是曾經出國留學的高知識份子，親切的輔導過程使得方芮欣為之傾倒，兩人萌生師生戀。過程中，方芮欣得知張明暉與女教師殷翠涵、男學生魏仲廷等人組織讀書會、閱讀政府不允許的禁書。
張明暉苦於師生戀給自己帶來的壓力，又擔心倘若讀書會一事遭公家發覺，會連累方芮欣，所以提出分手。方芮欣心碎之餘，偷聽到張明暉與殷翠涵的私下談話，使她誤以為殷翠涵是第三者，一怒之下向魏仲廷謊稱自己想讀禁書、獲取知識，從魏仲廷身上取得讀書會的書單，向學校的軍訓教官白國峰檢舉張明暉等人涉嫌反政府，張明暉因此遭到軍警逮捕，依照叛亂罪槍決；魏仲廷在學校背起告密者的黑鍋，遭同學霸凌，在自首之後入獄服十五年有期徒刑；殷翠涵連夜出國，自此流亡海外、直到五十歲時因肺癌客死他鄉。方芮欣因為舉報匪諜有功，受到全校師生讚揚，但她卻對自己的行為感到萬分懊悔，自學校樓頂一躍而下，靈魂徘徊於校園內不得超生，成為地縛靈。
遊戲內有雙重結局，結局的差異取決於方芮欣對她內心的回答。如果方芮欣無法面對內心，她的輪迴將不會結束，會回到禮堂接受褒揚並獲頒一根上吊用的繩索；如果她能夠面對內心，她會發現張老師給她捎來的一紙告別，之後畫面來到因臺灣解嚴而特赦出獄的魏仲廷身上，魏仲廷會走到舊教室裡與方芮欣對視。

## 開發

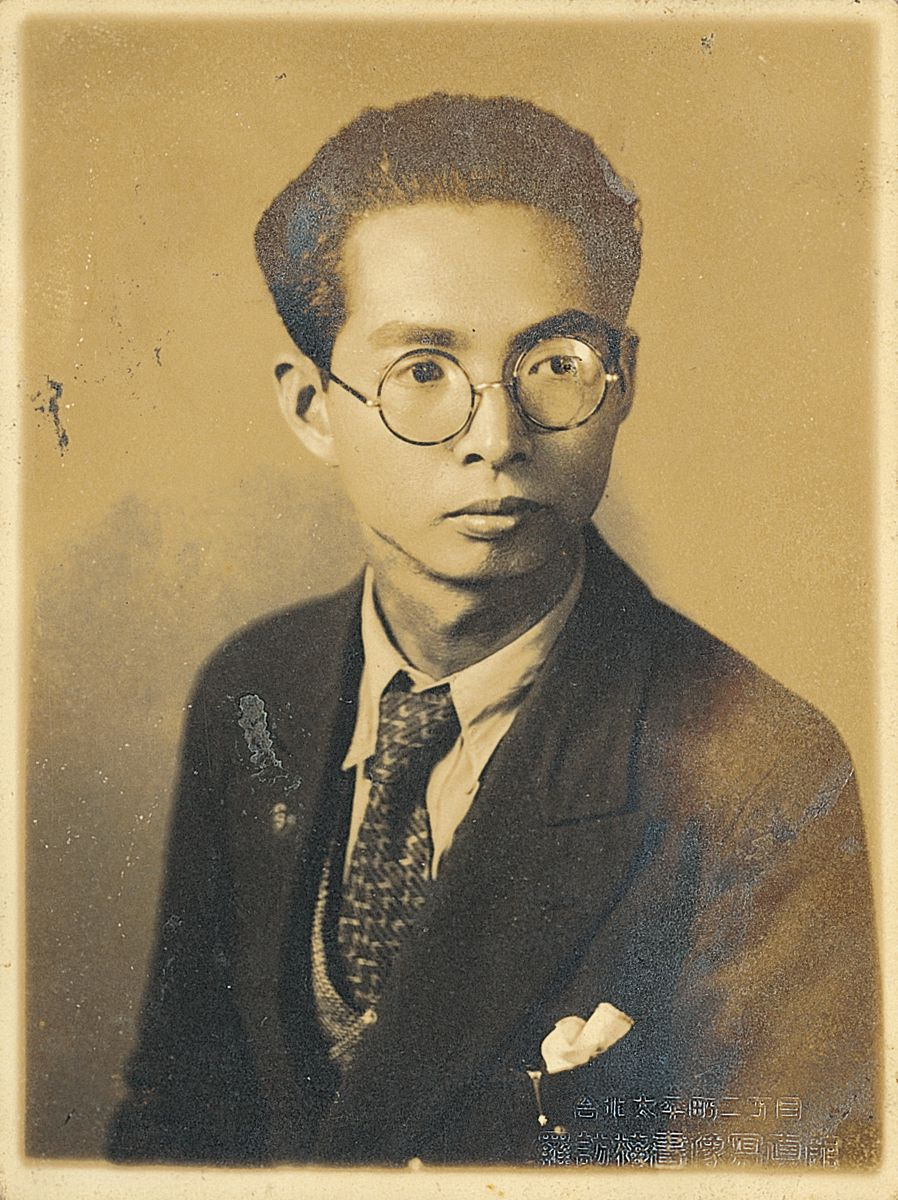
《四季紅》、《月夜愁》、《望春風》和《雨夜花》的作者鄧雨賢

《返校》最初是由姚舜庭開啟企劃構想並獨立製作，原本遊戲的原型是一款名為《魔都》的恐怖遊戲，因為缺乏核心故事的關係決定打掉重新製作，並於2014年作出第二款原型。2015年1月，姚舜庭和負責遊戲程式設計的王瀚宇結識後，帶著遊戲概念的雛形，每週於咖啡廳討論協作，後來王瀚宇兄長王光昊、負責音效的楊適維、負責行銷的江東昱、負責美術的陳敬恆等人陸續加入，各自分屬「腦洞」、「魔都」、「亙島」等三個工作室的六人共同出資100萬元新臺幣創立工作室，因此原名「眺望者工作室」的製作團體於2015年2月正式開始製作《返校》。
姚舜庭表示他最初受到英國小說作家乔治·奥威尔的影響想創作一部反烏托邦題材、臺灣版的《一九八四》，希望呈現出壓迫環境中弱小人民的掙扎，後來發現這與臺灣白色恐怖時期的歷史相近，認為應該好好運用臺灣過去的歷史。對於遊戲名稱由來，團隊表示：「學校生活是大家共同的記憶，學生時代對人生的影響重大，校園也是許多人事物的啟程點，所以決定以此命題作為作品的起點，從作品裡訴說著少年少女、人與體制、以及在迷惘中找尋自我的故事。」遊戲最初計畫以短篇章節方式推出，每集內容約2至3個小時，而每集雖然擁有相同的遊戲世界觀，但呈現的卻是不同的故事與價值觀。
遊戲音樂由臺灣作曲家張衞帆擔任，並加入由鄧雨賢作曲的戒嚴時期禁歌《四季紅》、《月夜愁》、《望春風》、《雨夜花》，還有臺灣傳統音樂的唢呐、臺灣喪葬的哀樂「西索米」等，原聲帶則跟遊戲同一天在Steam進行銷售。

## 發行
作為赤燭遊戲首部作品的《返校Detention》最初在2016年5月13日開放PC平台試玩版，並且和《我滿懷青春的有病》進行合作企劃，玩家需要遊戲內找出潛伏的病病兔。之後在宣傳網站公布遊戲於2017年1月13日在Steam上架Microsoft Windows、MacOS、Linux等正式版本，並同步發行「正體中文」、「簡體中文」、「英語」三種語言。10月3日中國大陸廠商椰島遊戲將遊戲移植到PlayStation 4平台，任天堂Switch版本於2018年3月1日上架，2019年9月5日登陸iOS和Android平台。赤燭團隊表示在遊戲發行當天夜晚，團隊見到下載不多，認為是不是風評不太好而有點沮喪。其後銷售量上升，媒體也開始報導，超過他們的預期，但團隊還是處於虧損狀態。

## 迴響
| 汇总媒体     | 得分                                  |
| ------------ | ------------------------------------- |
| GameRankings | PC：83.60% PS4：80.43% NS：80.00%     |
| Metacritic   | PC：83/100 PS4：83/100 Switch：79/100 |

| 媒体        | 得分   |
| ----------- | ------ |
| Destructoid | 7.5/10 |

《返校》普遍獲得遊戲媒體的好評，PC版在GameRankings、Metacritic分別獲得83.60%分與83/100分。評論網站Rely On Horror在滿分10分裡給了9分的高分，並評論：「《返校》的各個環節都引導玩家一步步地走入不可避免的悲劇，並將你淹沒於其中。」Destructoid的凱文·梅爾賽羅（Kevin Mersereau）給予任天堂Switch版本7.5分，提到遊戲雖然有著遊玩時數過短和過時的設計問題，但體驗上很有趣；Vice則在評論的標題寫上「即使是最灰暗的恐怖遊戲結局都比《返校》的還要有希望」；Polygon表示遊戲所處的時代背景是他讓人难以忘懷的原因。
遊戲在2017年1月20日開辦的台北國際電玩展開展前夕中獲得「Indie Game Award」的最佳設計獎，並在同年舉辦的第十屆巴哈姆特遊戲動漫大賞中獲得「年度人氣電腦單機遊戲」金賞、「年度人氣國產遊戲」金賞。同時遊戲也在IndieCade獲得「The Journey Award」獎項。
《返校》於2017年1月13日正式開賣後一舉得到遊戲平台Steam臺灣區冠軍，三天衝上「全球暢銷商品」第七名的成績，同月衝上全球銷售量第三名，獲得使用者98%的好評。其中臺灣佔營收56%，中国大陆佔23%，剩下的21%則是英語世界市場。
不少網路遊戲實況主實況《返校》，游戏也在臺灣網路論壇PTT上引起多篇討論，其中一些人還講述家族長輩在白色恐怖所經歷的遭遇。
在中國大陸，也有玩家撰寫文章介紹遊戲的包括動員戡亂在内的臺灣歷史背景以及當時國共内戰後期歷史大環境。

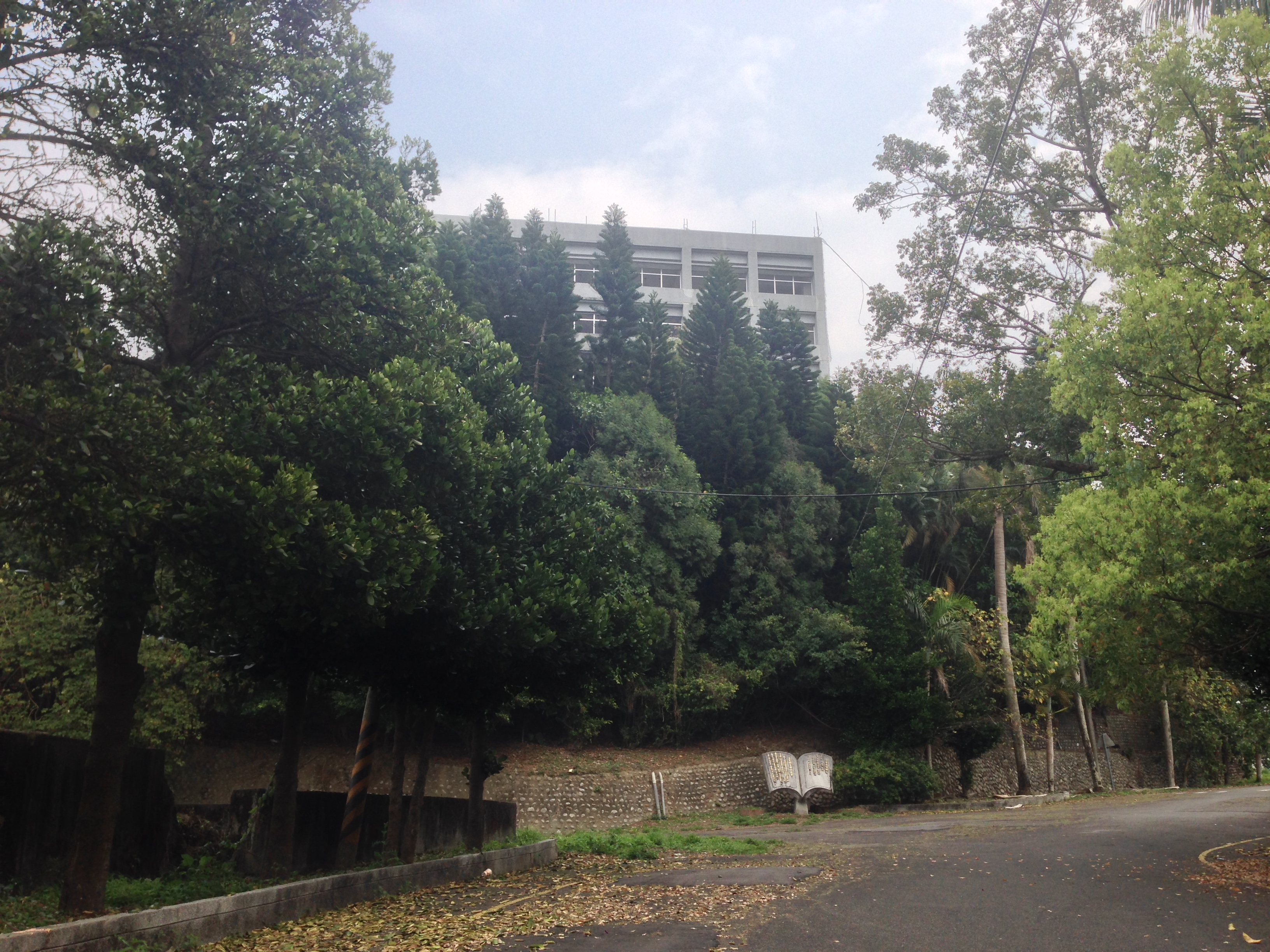
臺中東勢高工舊址

有玩家認為遊戲中的軍訓教官白國峰長相像是中華民國前總統馬英九，特別是眼神和法令紋十分相似。也有網友發現遊戲中的翠華中學看起來就像是1999年921大地震而被震毀的東勢高工舊址，引發大批玩家前往參觀而造成政府機關的困擾；赤燭遊戲於2017年2月7日在臉書專頁發表道歉聲明，表示：「關於團隊未經許可進入東勢高工舊校址，經過媒體報導後造成當地政府機關諸多困擾，赤燭團隊全體在此向所有人員至上最深歉意，也保證往後不會再有類似的行為。」並移除了使用相關素材的影片。
2020年2月，《返校》及同開發團隊製作的作品《還願》，正式納入哈佛大學燕京圖書館的館藏，並作為師生教育目的使用。

## 衍生作

### 小說
遊戲於2016年5月13日開放試玩版後反應熱烈，尖端出版透露称會将其改編成小說。2017年1月13日遊戲正式版發售後，同年2月6日由笭菁執筆的恐怖小說《返校-惡夢再續-》正式上市。小說採用了AR擴增實境技術，下載COCOAR2 APP，掃描書中的插圖可以看到遊戲的場景影片。
| 書名               | 出版社     | 發售日期     | ISBN                   | 叢書             | 來源   |
| ------------------ | ---------- | ------------ | ---------------------- | ---------------- | ------ |
| 《返校：惡夢再續》 | 尖端出版社 | 2017年2月6日 | ISBN 978-957-107-170-1 | 逆思流（平裝書） | [ 45 ] |

### 電視劇及電影
2017年6月8日，公視向赤燭團隊買下IP版權共同開發電視影集。6月21日，確認推出改編電影，由導演徐漢強執導、李烈和李耀華監製，參與拍攝的則是影一製作所，文化部長鄭麗君與赤燭遊戲代表姚舜庭都應邀出席2017年6月22日的記者會。李烈表示劇情本身還是以「人」作為出發點，政治為其背景，去訴說人與人之間發生的事件與情感。電影最後於2019年9月20日上映。 而公視改編成的電視影集，訴說翠華中學30年後的全新故事線，於2020年12月5日週六晚上9點首播。

## 外部連結
- 官方网站
- 返校的Facebook專頁